# 早安健康
早安健康（英文：Everyday Health）是台灣中文健康媒體，創立於台北市。2013年5月，以Facebook粉絲專頁開始經營社群，7月「早安健康」雜誌創刊（每月出刊）。2014年6月成立「早安健康」網站，同月，登上中華民國櫃檯買賣中心創櫃板。2016年3月，與Yahoo!奇摩合作，獨家經營Yahoo!健康頻道。該2016年8月開始，每年進行年度台灣健康大調查（有效樣本介於15000~25000人）。
2020年3月新冠肺炎期間，根據台灣知名網路聲量大數據分析「網路溫度計」調查，早安健康名列台灣前十大最受歡迎健康節目，名列第二，也是唯一網路原生健康節目。

## 外部連結
- 官方网站
- 早安健康的Facebook專頁